# Синисало, Вейкко
Вейкко Антеро Синисало (фин. Veikko Sinisalo; 30 сентября 1926, Рийхимяки — 16 декабря 2003, Тампере) — финский актёр театра, кино и телевидения, сценарист. Лауреат высшей государственной награды Финляндии для деятелей искусств — Pro Finlandia (1976).

## Биография
В молодости работал на стекольном заводе, затем на железной дороге. Из-за болезни не участвовал в Советско-финской войне (1941—1944), как многие его сверстники. Учился драматическому мастерству на частных курсах и в Финском молодежном колледже в Миккели, позже также в Академии в Кауниайнене, изучал музыку и вокал в Музыкальном колледже Тампере и актёрское мастерство в Финской театральной школе.
С 1952 года до выхода на пенсию играл на сцене театра в Тампере, с перерывом в 1967—1969 годах, когда выступал в Городском театре Хельсинки.
С 1954 по 2002 год снялся примерно в 25 кино и телефильмах. Сыграл главную роль в фильме «Свен Туува», который участвовал в 9-м Берлинском международном кинофестивале.

## Избранная фильмография
- Kuisma ja Helinä (1951)
- Opri (1954)
- Неизвестный солдат / Tuntematon sotilas (1955)
- Musta rakkaus (1957)
- Sven Tuuva (1958)
- Murheenkryynin poika (1958)
- Pähkähullu Suomi (1967)
- Noin 7 veljestä (1968)
- Здесь, под Полярной звездой / Täällä Pohjantähden alla (1968)
- Näköradiomiehen ihmeelliset siekailut (1969)
- Pohjan tähteet (1969)
- Pohjantähti (1973)
- Betonimylläri (1973) (ТВ)
- Jokamies (1983)
- Aleksis Kiven elämä (2001)